# Jintara Poonlarp
Jintara Poonlarp (tiếng Thái: จินตหรา พูนลาภ, phiên âm: Chin-ta-ra Bun-láp, sinh ngày 6 tháng 3 năm 1969) là một nữ ca sĩ Mó lam, Luk thung và nhạc pop người Thái Lan.
Cô là một trong những nghệ sĩ nổi tiếng và thành công nhất ở thể loại mó lam (vùng Isan) và luk thung (nhạc pop mang âm hưởng dân ca Thái Lan), đã phát hành 50 album gốc và 47 đĩa đơn cũng như nhiều tuyển tập. Cô thu âm số lượng mó lam và luk thung gần bằng nhau, nhưng hai trong số những bài hát nổi tiếng nhất của cô ấy là các bản hit chuỗi (nhạc pop Thái Lan) "Ma Tammai" và "Faen Ja," được thu âm với Thongchai McIntyre.
Cô ấy đôi khi còn được biết đến với biệt danh Jin hoặc danh hiệu sao siang pin (tiếng Thái: สาวเสียงพิณ, có nghĩa là "cô gái có tiếng đàn"), và cô ấy có một đặc điểm nhận dạng duy nhất là mái tóc đầu nấm mái bằng. Cô đã biểu diễn trên sân khấu được 33 năm.

## Danh sách đĩa nhạc

### Album gốc
| Dòng Số                           | Tựa đề bài hát (tiếng Thái Lan)          | Tựa đề bài hát (La-tinh hóa)                 | Release date          |
| Không có nhãn âm nhạc             | Không có nhãn âm nhạc                    | Không có nhãn âm nhạc                        | Không có nhãn âm nhạc |
| --------------------------------- | ---------------------------------------- | -------------------------------------------- | --------------------- |
| n/a                               | คิดถึงพี่ยาว                                 | Kid tueng phee yao                           | 1985                  |
| GMM Grammy (Grammy Entertainment) |                                          |                                              |                       |
| 1                                 | ถูกหลอกออกโรงเรียน                         | Took lauk auk rong rian                      | Tháng 9 năm 1987      |
| 2                                 | วานเพื่อนเขียนจดหมาย                        | Wan puean kian jot mai                       | Tháng 12 năm 1987     |
| 3                                 | โสดบริสุทธิ์                                 | Sot bo ri sut                                | Tháng 1 năm 1988      |
| 4                                 | สาวเวียงหนุ่มไทย                            | Sao Wiang num Thai                           | Tháng 6 năm 1988      |
| 5                                 | แรงงานข้าวเหนียว                           | Raeng ngan khao niao                         | Tháng 11 năm 1988     |
| 6                                 | พลังรัก                                    | Pa lang rak                                  | Tháng 3 năm 1989      |
| 7                                 | ตามใจน้ำตา                                | Tam jai nam ta                               | Tháng 10 năm 1989     |
| 8                                 | สาวไร่มัน                                  | Sao rai man                                  | Tháng 4 năm 1990      |
| 9                                 | สาวอีสานพลัดถิ่น                             | Sao Isan plat tin                            | Tháng 8 năm 1990      |
| 10                                | ขอเป็นคนสุดท้าย                             | Kaw pen khon sut tai                         | Tháng 2 năm 1991      |
| 11                                | จดหมายหลายฉบับ                            | Jotmai lai chabap                            | Tháng 7 năm 1991      |
| 12                                | อำนาจรัก                                  | Am nat rak                                   | Tháng 12 năm 1991     |
| 13                                | คอยรักต่างแดน                              | Khoi rak thang daen                          | Tháng 8 năm 1992      |
| 14                                | ลำ 3 แบบ 3 สไตล์                          | Lam sam baep sam style                       | Tháng 1 năm 1993      |
| 15                                | ไร่อ้อยคอยรัก                               | Rai oi khoi rak                              | Tháng 4 năm 1993      |
| 16                                | เจ้าบ่าวหาย                                | Jao bao hai                                  | Tháng 8 năm 1993      |
| Master Tape                       |                                          |                                              |                       |
| 17                                | สิ้นหวังที่วังตะไคร้                            | Sin wang ti Wang ta khrai                    | Tháng 10 năm 1994     |
| 18                                | สงสารหัวใจ                                | Songsan huajai                               | Tháng 4 năm 1995      |
| 19                                | อวยพรให้เพื่อน                              | Uaipon hai puean                             | Tháng 8 năm 1995      |
| 20                                | ขอรักฝ่ายเดียว                              | Khaw rak fai diao                            | Tháng 4 năm 1996      |
| 21                                | รักซ้อนรัก                                  | Rak son rak                                  | Tháng 9 năm 1996      |
| 22                                | รอพี่ที่ บ.ข.ส.                              | Raw pi ti Baw Khaw Saw                       | Tháng 1 năm 1997      |
| 23                                | ดื่มเพื่อลืมเศร้า                              | Duem puea luem sao                           | Tháng 5 năm 1997      |
| 24                                | รักโผล่โสนแย้ม                              | Rak plo sano yaem                            | Tháng 11 năm 1997     |
| 25                                | ผู้หนีช้ำ                                    | Pu ni cham                                   | Tháng 1 năm 1998      |
| Mor lam sa on 1                   | รักสลายดอกฝ้ายบาน                          | Rak salai dawk fai ban                       | Tháng 11 năm 1998     |
| Luk tung sa on 2                  | น้ำตาสาววาริน                              | Namta sao Warin                              | Tháng 9 năm 1999      |
| Mor lam sa on 3                   | น้ำตาหล่นบนเถียงนา                          | Namta lon bon tiang na                       | 15 tháng 6 năm 2000   |
| Luk tung sa on 4                  | สาวน้ำพองสะอื้น                             | Sao nam pong sa uern                         | 11 tháng 1 năm 2001   |
| Mor lam sa on 5                   | แตงโมจินตหรา                              | Taengmo Jintara                              | 12 tháng 7 năm 2001   |
| Luk tung sa on 6                  | ถ้วยป่นหลุดมือ                               | Tuay pon loot mue                            | 6 tháng 12 năm 2001   |
| Mor lam sa on 7                   | นัดรอบ่พ้ออ้าย                               | Nat raw baw paw ai                           | 4 tháng 7 năm 2002    |
| Jin ma leaw ja 1                  | จินมาแล้วจ้า No. 1 ซังบ่าวเจ้าชู้                | Sung bao jaochu                              | 6 tháng 3 năm 2003    |
| Mor lam sa on 8                   | รูปหล่อหลายเมีย                             | Ruplaw lai mia                               | 25 tháng 9 năm 2003   |
| Luk tung sa on 9                  | สาวชุมแพแพ้รัก                              | Sao choom pae pae rak                        | 8 tháng 4 năm 2004    |
| Rock Mor lam sa on 10             | พญานาคฝากรัก                              | Payanak fak rak                              | 14 tháng 8 năm 2004   |
| Luk tung sa on 11                 | คนนำทางใจ                                | Khon nam tang jai                            | 23 tháng 6 năm 2005   |
| Mor lam sa on 12                  | ฮัลโหลโทรผิด                               | Hello tor pit                                | 9 tháng 2 năm 2006    |
| Mor lam sa on 13                  | ห่วงแฟนแดนชุมนุม                            | Huang faen daen chum num                     | 26 tháng 10 năm 2006  |
| Luk tung sa on 14                 | สาวทุ่งดอกจาน                              | Sao tung dawkjan                             | 29 tháng 8 năm 2007   |
| RSiam                             |                                          |                                              |                       |
| Jintara Krob Krueng 1             | ธนาคารน้ำตา                               | Thanakhan nam ta                             | 20 tháng 9 năm 2007   |
| Jintara Krob Krueng 2             | อยู่ข้างเธอเสมอ                             | Yoo karng ter samuer                         | 27 tháng 3 năm 2008   |
| Jintara Krob Krueng 3             | มิสซิสเหี่ยน                                 | Miss sis Hien                                | 29 tháng 1 năm 2009   |
| Jintara Krob Krueng 4             | ชีวิตฉันขาดเธอไม่ได้                          | Chewit chun kard ter mai dai                 | 11 tháng 2 năm 2010   |
| Jintara Krob Krueng 5             | ฝากคำขอโทษ                               | Fark kum kor tode                            | 16 tháng 12 năm 2010  |
| Jintara Krob Krueng 6             | ขอใจฉันคืน                                 | Koh Jai Chan Khun                            | 22 tháng 12 năm 2011  |
| Jintara Krob Krueng 7             | เคยรักกันบ้างไหม                            | Koey Rak Kan Bang Mhai                       | 28 tháng 2 năm 2013   |
| Jintara Krob Krueng 8             | อยากเป็นฉันในอ้อมกอดเธอ                     | Yark Pen Chun Nai Aom Kord Ter               | 27 tháng 3 năm 2014   |
| Jintara Krob Krueng 9             | เมียหลวงทวงสิทธิ์                            | Mia Luang Tuang Sith                         | 3 tháng 12 năm 2015   |
| Single                            | ใจช้ำที่คำชะโนด                             | Jai chum tee Kum cha nod                     | 13 tháng 10 năm 2016  |
| Single                            | ฮักแพงแสลงใจ                              | Hug paeng salaeng jai                        | 3 tháng 4 năm 2017    |
| Cat9 Studio                       |                                          |                                              |                       |
| EP Album                          | แฟนเราแต่เขาควง                           | Fan row tae kao kuang                        | 10 tháng 8 năm 2017   |
| Single                            | ให้น้องตายก่อนบ้อ                            | Hai nong tai gon baw                         | 11 tháng 8 năm 2017   |
| Single                            | เต่างอย                                   | Tao ngoi                                     | 11 tháng 8 năm 2017   |
| Single                            | คืนนี้พี่นอนกับใคร                             | Kuen nee pee non-gup krai                    | 18 tháng 8 năm 2017   |
| Single                            | ลำเต้ยซิ่ง เต่างอย                           | Lum toey zing Tao ngoi                       | 27 tháng 2 năm 2018   |
| Single                            | เซลฟี่แลกใจเธอ                             | Selfie lak jai ther                          | 1 tháng 3 năm 2018    |
| Single                            | คำสาบานเขยแม่มูล                           | Kum sa barn koei mae mool                    | 22 tháng 3 năm 2018   |
| Single                            | ไอ้ไข่นคร                                  | Ai Kai na-korn                               | 20 tháng 4 năm 2018   |
| Single                            | รักกับเขาแต่เหงากับฉัน                        | Ruk gub kow tae ngao gub chan                | 1 tháng 5 năm 2018    |
| Single                            | อีหล่าขาเด้ง                                | E la ka deng                                 | 28 tháng 6 năm 2018   |
| Single                            | วอนนางนอน                                | Won nang non                                 | 2 tháng 7 năm 2018    |
| Single                            | หาหมอ                                    | Ha maw                                       | 6 tháng 7 năm 2018    |
| Single                            | ผาน้ำย้อย                                  | Pha nam yoi                                  | 13 tháng 7 năm 2018   |
| Single                            | ช้ำรักจากผาน้ำย้อย                           | Cham ruk jak Pha nam yoi                     | 28 tháng 7 năm 2018   |
| Single                            | ไม่รู้ไม่ผิด                                  | Mai roo mai pid                              | 3 tháng 8 năm 2018    |
| Single                            | ฮักคนเดียวได้บ่                              | Hug kon diaw dai baw                         | 14 tháng 8 năm 2018   |
| Single                            | ยังรอ                                     | Young raw                                    | 17 tháng 8 năm 2018   |
| Single                            | บ่แย่งแฮปปี้                                 | Baw yang happy                               | 24 tháng 8 năm 2018   |
| Single                            | สาวมาดฐาน                                | Sao Mard Tan                                 | 31 tháng 8 năm 2018   |
| Single                            | สาวมาดฐาน (ม่วนสะเดิด)                     | Sao Mard Tan (V.Muan Sa Derd)                | 11 tháng 9 năm 2018   |
| Single                            | น้ำตาหล่นบนบัวแดง                           | Nam tah lon bon Bua daeng                    | 15 tháng 9 năm 2018   |
| Single                            | น้ำตาสาวสุรินทร์                             | Nam tah sao Surin                            | 12 tháng 10 năm 2018  |
| Single                            | ฮอยฮักปักใจ                                | Hoi hug pug jai                              | 2 tháng 11 năm 2018   |
| Single                            | รอพี่ที่วัดฉลอง                               | Raw pee thee Wat Cha-long                    | 16 tháng 11 năm 2018  |
| Single                            | พิษต้านพิษ (ft.แซ็ค ชุมแพ)                    | Pit tan pit (ft. Sack Choompae)              | 7 tháng 1 năm 2019    |
| Single                            | กะเทยห่าว                                 | Ka toey how                                  | 18 tháng 1 năm 2019   |
| Single                            | สาวพังโคน                                 | Sao Pang khon                                | 18 tháng 1 năm 2019   |
| Single                            | จินตหราคอมโบ้                              | Jintara Combo                                | 8 tháng 2 năm 2019    |
| Single                            | สายร็อคสายลำ                              | Sai rock sai lum                             | 23 tháng 3 năm 2019   |
| Single                            | รอพี่ที่บึงกาฬ                                | Raw pee phee Bueng Karn                      | 4 tháng 4 năm 2019    |
| Single                            | ตั๋วกันได้กันดี                                | Tua gun dai gun dee                          | 4 tháng 4 năm 2019    |
| Single                            | คนไม่ใช่ทำอะไรก็ผิด                          | Kon mai chai tum arai gaw pid                | 6 tháng 4 năm 2019    |
| Single                            | ภักดีที่เจ็บ                                  | Pug dee thee jeb                             | 6 tháng 4 năm 2019    |
| Single                            | รปภ.                                     | Ror Por Phor                                 | 12 tháng 4 năm 2019   |
| Single                            | บ่มักนิสัย                                   | Bor Mak Ni Sai                               | 26 tháng 4 năm 2019   |
| Single                            | น้ำตาย้อยโป๊ก                               | Nam Ta Yoei Bok                              | 2 tháng 7 năm 2019    |
| Single                            | พื้นที่ทับซ้อน (ft.กระต่าย พรรณนิภา)             | Puen Thee Thab Son (ft. Kratai Phannipha)    | 8 tháng 7 năm 2019    |
| Single                            | สาวนานครพนม                              | Sao Na Nakhon Phanom                         | 15 tháng 8 năm 2019   |
| Single                            | ผลาบุญ                                    | Pha la boon                                  | 7 tháng 9 năm 2019    |
| Single                            | สาวนักเรียนตำตอ                            | Sao Nak Riean Tam Tor                        | 30 tháng 9 năm 2019   |
| Single                            | ลูกเป็ดขี้เหร่ (เพลงประกอบละคร กำนันอี๊ด (2552)) | Look pet khee ray (OST.Gum Nun Eat 2009)     | 12 tháng 4 năm 2019   |
| Single                            | รักจริงพรือ (ft.ลิลลี่ ได้หมดถ้าสดชื่น)            | Ruk jing prue (ft. Lilly Nareenat Chuealaem) | 5 tháng 11 năm 2019   |
| Single                            | ที่ต้องห้าม (ft.กระต่าย พรรณนิภา)              | Tee tong harm (ft. Kratai Phannipha)         | 9 tháng 11 năm 2019   |
| Single                            | จ๊วดจ๊าดฟาดบึ้ม                              | Juad jaad faad buem                          | 29 tháng 11 năm 2019  |
| Single                            | บ่ฮู้เด้อ                                    | Baw hoo der                                  | 9 tháng 12 năm 2019   |
| Single                            | ซานเล้าบันเทิงศิลป์ (ft.น้องทิวเทน)             | San lao bun toeng silp (ft. Tiwten)          | 1 tháng 1 năm 2020    |
| Single                            | หาดนางคอย                                | Had Nang Koy                                 | 8 tháng 1 năm 2020    |
| Single                            | คุยเล่น ๆ (ft.ศาล สานศิลป์)                  | Kooi Len Len (ft. Sarn Sarnsilp)             | 25 tháng 1 năm 2020   |
| Single                            | เทพนาคี                                   | Thep Nah Kee                                 | 28 tháng 1 năm 2020   |
| Single                            | ผีตาโขน                                   | Phee Ta Khoan                                | 20 tháng 3 năm 2020   |
| Single                            | โควิดมาน้ำตาไหล                            | Covid Ma Nam Ta Lai                          | 23 tháng 3 năm 2020   |
| Single                            | ใส่แมสคอยอ้าย                              | Sai Mask Koy Ai                              | 26 tháng 3 năm 2020   |
| Single                            | ธาตุแท้ (ft.ใบปอ รัตติยา)                    | Thart Tae (ft. Baipor Rattiya)               | 31 tháng 3 năm 2020   |
| Single                            | มหาสงกรานต์ (ft.กอล์ฟ ฟักกลิ้งฮีโร่)            | Maha Songkran (ft. Golf F.HERO)              | 2 tháng 4 năm 2020    |
| Single                            | อ่อนแอกะแพ้ไป (ft.กระต่าย พรรณิภา)           | Oan ae kor phae pai (ft. Kratai Phannipha)   | 20 tháng 4 năm 2020   |
| Single                            | ฮอยฮักปักใจ (ft.กระต่าย พรรณิภา)             | Hoi hug pug jai (ft. Kratai Phannipha)       | 1 tháng 5 năm 2020    |
| Single                            | สถานะหมอลำ                               | Sa ta na Mor Lum                             | 15 tháng 5 năm 2020   |
| Single                            | สาวชุมแพ (ลาลาลา)                         | Sao Chumpae (Lalala)                         | Tháng 5 năm 2020      |
| Single                            | หมอลำออนไลน์                              | Mor lam Online                               | Tháng 7 năm 2020      |

## Phim và chương trình truyền hình

### Phim truyền hình
| Năm  | Tiêu đề         | Kênh      | Vai trò   |
| ---- | --------------- | --------- | --------- |
| 2001 | Nay Hoi Tha Min | Channel 7 | Bua Kieaw |
| 2009 | Kam Nan Eed     | Channel 7 | n/a       |

### Phim
| Năm  | Tiêu đề  | Vai trò |
| ---- | -------- | ------- |
| 2007 | Chai Lai | n/a     |